# Platanthera algeriensis
Platanthera algeriensis es una especie de orquídea de hábito terrestre nativa del este y sudeste de España, Córcega, Cerdeña y Norte de África.

## Descripción
Las especies de Platanthera se distinguen de las de Orchis y de las de Habenaria, por la ausencia de procesos estigmáticos, al poseer un espolón nectarífero para atraer a los insectos polinizadores. Otra característica diferenciadora es la de sus raíces tubérculos ovoideas.  
Alcanza un tamaño de entre 25 a 60 cm de altura. Tiene un bulbo perenne. Las orquídeas son terrestres a diferencia de otras especies exóticas, que son  plantas epifita, es decir, no viven a expensas de otras plantas de grandes proporciones. Las hojas son enteras y la forma de las hojas basales son diferentes de la caulinarias (follaje dimorfo). Las hojas basales son opuestas con el ápice elíptico, redondeado y de superficie brillante. Las hojas caulinares son lanceoladas, agudas y reduciéndose progresivamente hacia la inflorescencia. La inflorescencia es una espiga. Las flores son hermafroditas y de forma irregular zigomorfas de color verde amarillento. El fruto es una cápsula globular que en su interior contiene numerosas pequeñas semillas planas.

## Taxonomía
Platanthera algeriensis fue descrita por Batt. & Trab. y publicado en Bulletin de la Société Botanique de France 39: 75. 1892.
Etimología
El nombre genérico Platanthera deriva del griego y se refiere a la forma de las anteras de las flores ("flores con anteras grandes, planas"). 
El epíteto específico algeriensis se refiere a la localidad del primer descubrimiento Argelia. 
Sinonimia
- Platanthera chlorantha ssp. algeriensis (Batt. & Trab.) Emb.[2]